# Collinsia tianschanica
Collinsia tianschanica är en spindelart som beskrevs av Andrei V. Tanasevitch 1989. Collinsia tianschanica ingår i släktet collinsior, och familjen täckvävarspindlar. Inga underarter finns listade i Catalogue of Life.